# Solonaima minuta
Solonaima minuta är en insektsart som beskrevs av Hoch 1988. Solonaima minuta ingår i släktet Solonaima och familjen kilstritar. Inga underarter finns listade i Catalogue of Life.